# Martín Vázquez
Martín Emilio Vázquez Broquetas (* 14. Januar 1969) ist ein uruguayischer Fußballschiedsrichter.
Vázquez begann seine Schiedsrichterkarriere in der Primera División Profesional de Uruguay in der Saison 1998.
Er ist seit 2001 FIFA-Schiedsrichter. Sein erstes Länderspiel (Venezuela – Argentinien) leitete er am 9. September 2003.
Er nahm als Unparteiischer an den Olympischen Sommerspielen 2008 in Peking teil und leitete Qualifikationsspiele für die Weltmeisterschaften 2006 und 2010.
Nachdem der paraguayische Schiedsrichter Carlos Amarilla von der FIFA aus dem Aufgebot für die Weltmeisterschaft 2010 in Südafrika gestrichen worden war, wurde Vázquez als Ersatz nominiert. Beim Turnier war er in der Gruppenphase und dem Achtelfinale insgesamt sechsmal als vierter Offizieller im Einsatz.
Vázquez wohnt in Montevideo und ist Angestellter.

## Turniere
- Olympische Sommerspiele 2008 in Peking (3 Einsätze)
- U-17-Fußball-Weltmeisterschaft 2009 in Nigeria[7]
- Fußball-Weltmeisterschaft 2010 in Südafrika als vierter Offizieller